# «Каратель» в Зугресі
«Каратель» в Зугресі — один з перших випадків катувань українських військовополонених зафіксований у м. Зугрес на початку російсько-української війни.

## Подія
7 жовтня 2014 у місті Зугрес біля міського Палацу Культури о 8 ранку до стовпа було прив'язано полоненого українця, над яким кілька годин знущалися місцеві сепаратисти. Постраждалим виявився 53-річний доброволець батальйону «Донбас» Ігор Кожома що намався вивезти дружину з окупованої території.
Схожа історія трапилася раніше з 
Іриною Довгань яку наприкінці серпня 2014 прив'язали до стовпа у центрі Донецька та дали до рук табличку з надписом «вона вбиває наших дітей — агент карателів». Як згадує сама потерпіла: «Я трималася за цей стовп, щоб не впасти. Мене били прикладом по ногах. Якась жінка розчавила на моєму обличчі два помідори. Я була вся в сльозах і синцях. А місцеві люди підходили, фотографувалися на моєму тлі, їм було це цікаво». Пізніше Довгань розповіла, що її тримали у підвалі однієї з будівель, які займали сепаратисти, і протягом кількох днів катували. Сепаратисти вимагали її зізнатися у коригуванні артилерійських обстрілів Донецька.

## Реакція
Цей випадок знайшов відображення у фільмі «Донбас».